# Julius von Seefeld
Julius Johann Carl Eduard Theodor Baron von Seefeld (* 24. November 1802 in Groß Gramsden, Gouvernement Kurland; †  28. Januar 1878 in Mitau) war ein kurländischer Landesbeamter.

## Leben
Julius von Seefeld studierte 1821–1823 an der Kaiserlichen Universität Dorpat und 1823–1825 an der Georg-August-Universität Göttingen Rechtswissenschaften. Nachdem er sich bereits während seiner Dörpter Studienjahre der Curonia Dorpat angeschlossen hatte, wurde er 1824 Mitglied des Corps Curonia Goettingensis VII. 1826 wurde er Assessor am Hauptmannsgericht in Grobin und 1841 am Oberhauptmannsgericht in Mitau. 1844 wurde er zum Hauptmann in Talsen und 1854 zum Oberhauptmann in Hasenpoth ernannt. 1860 erfolgte seine Berufung an das Kurländische Oberhofgericht in Mitau, zunächst als 2. jüngerer Rat und noch im selben Jahr als 1. jüngerer Rat. 1861 wurde er Oberburggraf, 1869 Kanzler und 1874 Landhofmeister des Oberhofgerichts. Seit 1842 war er weltlicher Beisitzer des Kurländischen Konsistoriums.